# Мортук пшеничный
Мортук пшеничный (лат. Eremopyrum triticeum) — вид травянистых растений рода Мортук (Eremopyrum) семейства Злаки (Poaceae).

## Ботаническое описание

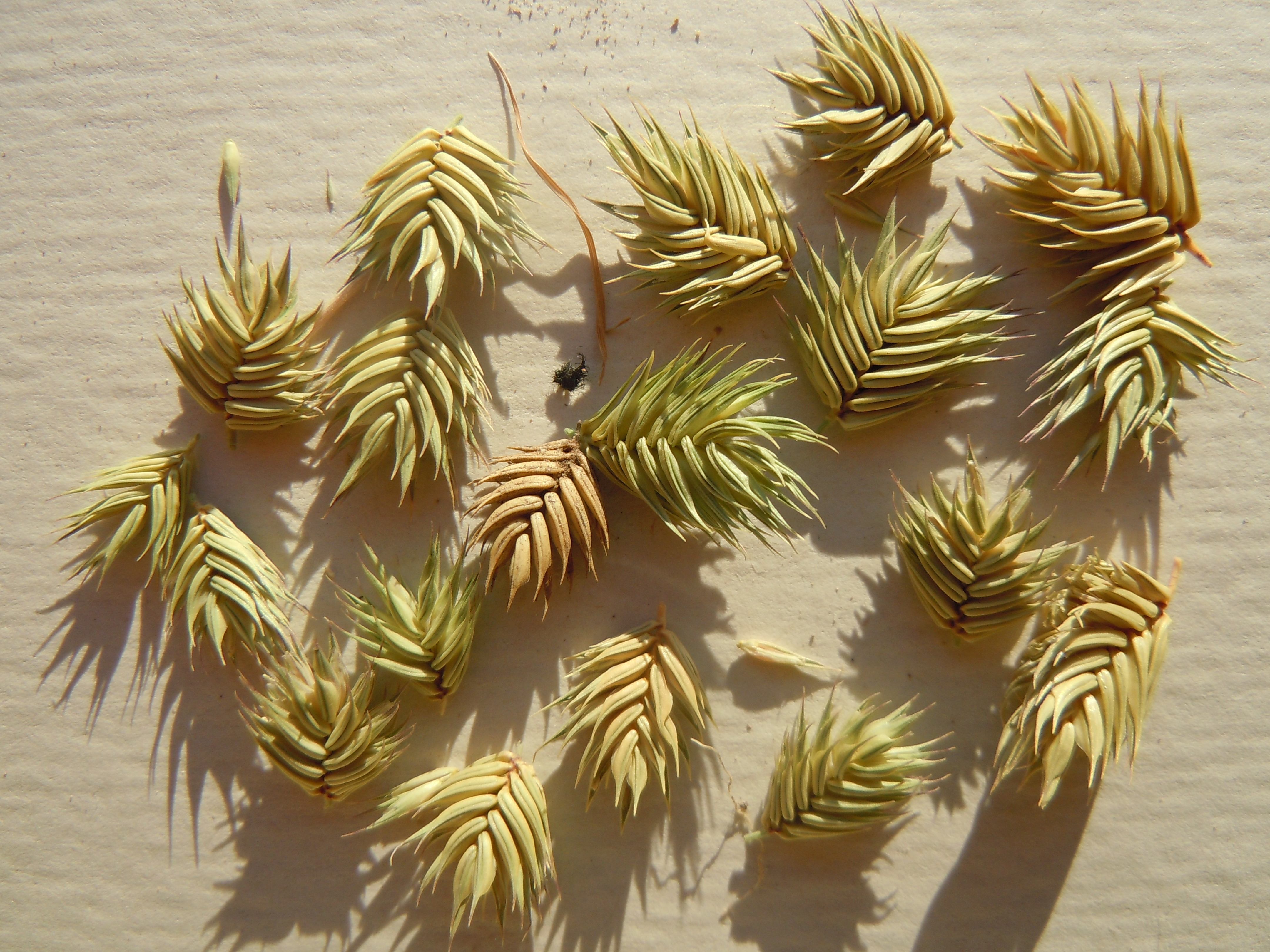
Соцветия

Однолетние травянистые растения с тонкими мочковатыми корнями и значительным числом при основании коленчато-изогнутых, приподнимающихся и затем прямостоячих стеблей 10—25 см высотой и ½—1¼ мм толщиной, в верхней части покрытых коротким легким пушком. Листья зелёные, плоские, нижние узколинейные 1—3 мм шириной, верхние более широкие и короткие, ланцетовидные, длинно-заострённые, до 5 мм шириной, покрытые, преимущественно на верхней стороне редкими, короткими и тонкими, перпендикулярно отстоящими волосками; влагалища их за исключением самых нижних, гладкие, у самых верхних листьев, в своей верхней половине, сильно (до 2—3 мм шириной) вздутые. Язычок очень короткий, тупой и по краю зазубренный.
Колос короткий и широкий, овальный или яйцевидный, плоско сжатый, 10—20 мм длиной и 7—15 мм шириной, содержащий от 8 до 18 колосков. Колоски 2—6-цветковые, яйцевидно-ланцетовидные, 6—9 мм длиной и в нижней части 2—3 мм шириной, совершенно гладкие и лоснящиеся, тесно расположенные на общем стержне плотно соприкасаясь друг с другом и сильно, иногда почти перпендикулярно, отклонённые от него. Колосковые чешуйки в сложенном виде ланцетовидные, шиловидно-заострённые, кожистые, при основании сросшиеся между собой, на спинке с толстым выдающимся килем, в 1½—2 раза короче всего колоска, 5—6 мм длиной. Наружная прицветная чешуйка гладкая, 6—7 мм длиной, ланцетовидная, с закруглённой спинкой, без заметных жилок, постепенно суженная в шиловидное заострение; внутренняя — значительно короче её, плёнчатая, с 2 гладкими килями, на верхушке тупая и зазубренная. 2n=14.

## Распространение и экология
Евразия. Встречается на каменистых и мелкозёмистых склонах, песках, галечниках, солонцах, в степях и полупустынях, у дорог.

## Синонимы
- Agropyron prostratum (Pall.) P.Beauv.
- Agropyron triticeum Gaertn.basionym
- Eremopyrum prostratum (Pall.) P.Candargy
- Secale prostratum Pall.
- Secale reptans Pall.
- Triticum planum Desf. ex Poir.
- Triticum prostratum (Pall.) L.f.

и другие.